# پروپانوئیک اسید
پروپانوئیک اسید (به انگلیسی: Propanoic acid) با فرمول شیمیایی C۳H۶O۲ یک ترکیب شیمیایی با شناسه پاب‌کم ۱۰۳۲ است. که جرم مولی آن 74.08 g/mol می‌باشد. شکل ظاهری این ترکیب، مایع بی‌رنگ است. دارای بوی ترشیدگی و تعفن تند است. بخار تحریک کننده ایجاد می‌کند.
تولید:
H2C=CH2 + H2O + CO → CH3CH2CO2H
پروپیونیک اسید، اسید چرب اشباع با زنجیر کوتاه می‌باشد که شامل اتان متصل به کربن گروه کربوکسی است.
ممکن است اسید پروپیونیک در طی استفاده از آن در تولید خوراک دام، به عنوان نگهدارنده در سیلوهای بذر و دانه، تولید نمک کلسیم و سدیم، تولید استر سلولز، داروسازی و طعم دهنده‌ها و رایحه‌ها به محیط زیست انتشار یابد. پروپیونیک اسید همانند استیک اسید در فرایندهای مختلف آنزیمی و تخمیر (مانند تخمیر کربوهیدرات بی هوازی در معده نشخوارکنندگان) تولید میشود. در لبنیات به مقدار کمی تولید میشود و استرهای آن در بعضی از روغن‌های اساسی یافت میشود. در صورت انتشار آن به هوا، فشار بخار ۵۳/۳ میلی‌متر جیوه در دمای ۲۵ درجه سانتیگراد نشان میدهد که اسید پروپیونیک فقط به عنوان بخار وجود خواهد داشت. پروپیونیک فاز بخار با واکنش با رادیکال‌های هیدروکسیل فتوشیمیایی تولید شده در جو تخریب میشود. نیمه عمر این واکنش در هوا ۱۳ روز تخمین زده شده‌است. پیش‌بینی می‌شود که اسید پروپیونیک اگر در خاک رهاسازی شود، دارای تحرک بسیار بالایی باشد. پروپیونیک اسید به‌طور گسترده‌ای در محلول‌های دفع زباله و فاضلاب مناطق صنعتی می‌تواند حضور داشته باشد.